# 1607
Реформація •  Епоха великих географічних відкриттів •  Ганза •  Нідерландська революція •  Річ Посполита •  Запорозька Січ

## Геополітична ситуація
Османську імперію очолює Ахмед I (до 1617). Під владою османського султана перебувають Близький Схід та Єгипет, Середземноморське узбережжя Північної Африки, частина Закавказзя, значні території в Європі: Греція, Болгарія та Сербія. Васалами османів є Волощина, Молдова й Трансильванія й Кримське ханство.
Священна Римська імперія — наймогутніша держава Європи. Її територія охоплює, крім німецьких земель, Угорщину з Хорватією, Богемію, Північну Італію. Її імператором є Рудольф II з родини Габсбургів (до 1612).
Габсбург Філіп III Благочестивий є королем Іспанії (до 1621) та Португалії. Йому належать Іспанські Нідерланди, південь Італії, Нова Іспанія та Нова Кастилія в Америці, Філіппіни. Португалія, попри правління іспанського короля, залишається незалежною. Вона має володіння в Бразилії, в Африці, в Індії, на Цейлоні, в Індійському океані й Індонезії.
Північ Нідерландів займає Республіка Об'єднаних провінцій. Король Франції — Генріх Наваррський. Королем Англії є Яків I Стюарт (до 1625). Король Данії та Норвегії — Кристіан IV Данський (до 1648), Швеції — Карл IX Ваза (до 1611). На Апеннінському півострові незалежні Венеційська республіка та Папська область.
Королем Речі Посполитої, якій належать українські землі, є Сигізмунд III Ваза (до 1632). На півдні України існує Запорозька Січ.
Царем Московії є Василь IV Шуйський (до 1610). Існують Кримське ханство, Ногайська орда.

## Події

### В Україні
- Морський бій козаків з османами під Очаковом.
- Похід флотилії гетьмана Петра Сагайдачного до болгарського узбережжя.
- Засновано Тульчин.

### У світі
- У Московщині з'явився Лжедмитро II.

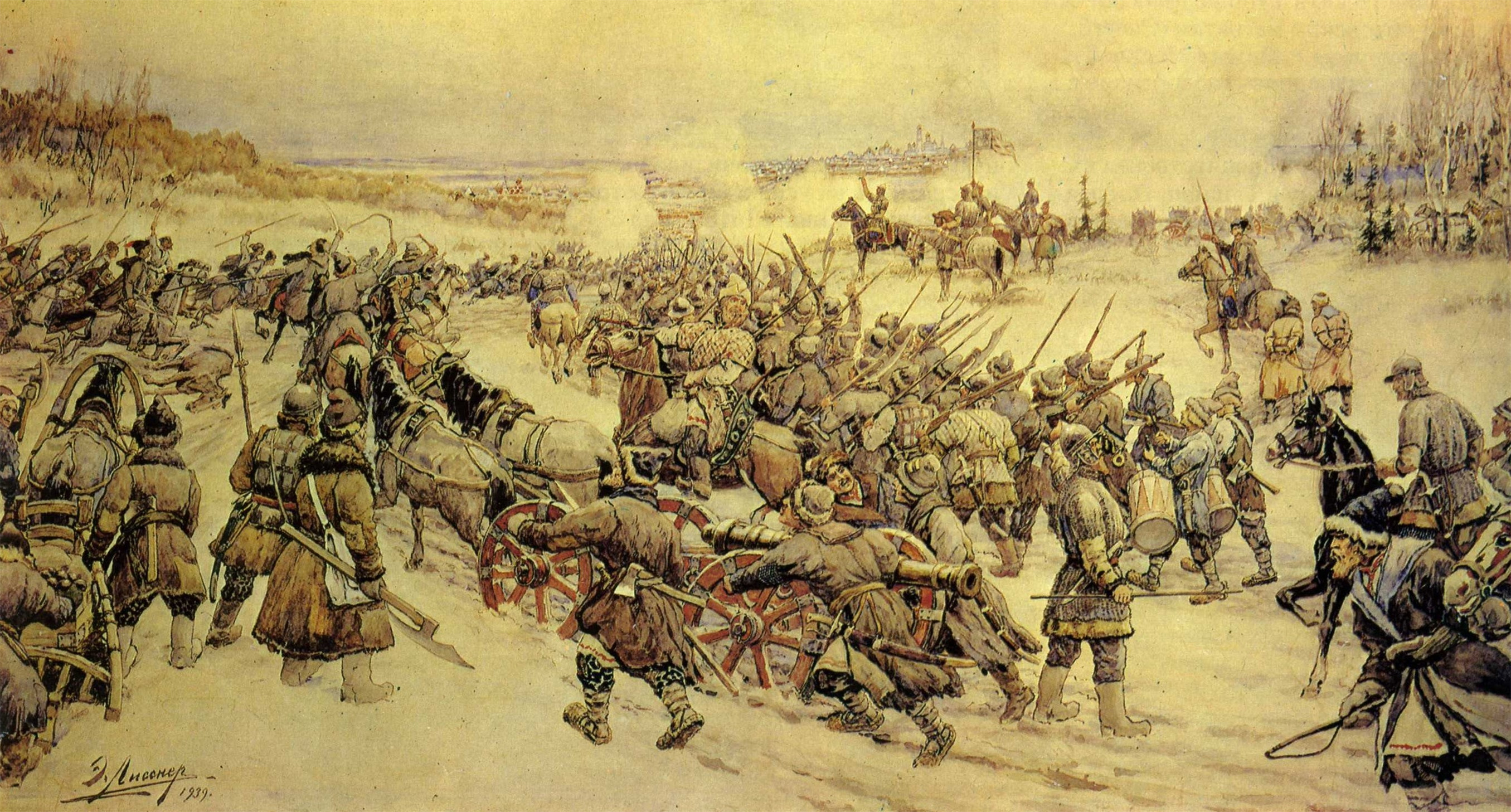
Сутичка між повстанцями Болотнікова та царськими військами, Ернест Лісснер (1874—1941).

- Царські війська завдали поразки повстанню Болотнікова.
- Шведи відбили у Речі Посполитої форт Пайде.
- У Речі Посполитій відбувся рокош Зебжидовського.
- 16 квітня у Чесапікську затоку у Вірджинії прибули кораблі Лондонської компанії
- 13 травня засновано поселення Джеймстаун, що поклало початок першій англійській колонії в Новому Світі — Вірджинії. Тринадцять колоній.
- За легендою донька індіанського вождя 12-річна Покахонтас врятувала життя англійського переселенця Джона Сміта.
- Іспанія збанкрутувала, що викликало падіння її головних кредиторів — Генуезького банку та банку Фуггерів в Німеччині.
- Нідерландський флот знищив більшість іспанських суден у бухті Гібралтару.
- В Андоррі встановлено спільне правління французького короля і єпископа Уржеля.
- Французи покинули колонію Пор-Руаяль в Акаді.
- Триває війна між Османською імперією та Сефевідами. Перси захопили в османів місто Шамахи.
- Імператором Ефіопії став Сусеньйос I.

## Культура
- Відбулася прем'єра першої повноцінної опери «Орфей» Клаудіо Монтеверді.

## Померли
- 29 червня — Помер Іов, перший московський патріарх.
- Єпископ Луцький Кирило (Терлецький).